# Воднев, Дионис Геннадьевич
 Дионис Геннадьевич Воднев  (род. 12 марта 1971, Алма-Ата) — советский,   казахстанский  и  германский прыгун с трамплина, участник Олимпиады-1992; тренер  прыгунов с трамплина,

## Биография
На Чемпионате СНГ по прыжкам на лыжах с трамплина, проведённое в январе 1992 года в Нижнем Новгороде, занял 2 место в прыжках с 70-метрового трамплина и отобрался на ЗОИ 1992.
На Олимпиаде-1992 в Альбервиле в составе Объединённой команде был 25-м на нормальном трамплине и 24-м — на длинном. Объединённая команда в командном зачёте была 11-й.
На чемпионате мира 1991 года в итальянском Валь-ди-Фьемме был 18-м на нормальном трамплине и 27-м — на длинном. А на чемпионате мира 1993 года в шведском Фалуне был 12-м на нормальном трамплине и 16-м — на длинном.
Переехав в Германию, не выдержал жёсткой конкуренции и в 1996 году завершил карьеру.
Тренировал прыгунов с трамплина. Был главным тренером сборной Казахстана.